# Leopold Zunz
Pour les articles homonymes, voir Lipmann.
Leopold Zunz (en hébreu et en yiddish : יום טוב ליפמן צונץ Yom Tov Lipmann Tzuntz), né le 10 août 1794 à Detmold et mort le 17 mars 1886 à Berlin, est un savant et chercheur juif allemand du XIXe siècle. 
Profond connaisseur du judaïsme et de la littérature hébraïque, il compte parmi les fondateurs de la « Science du judaïsme » (Wissenschaft des Judentums), son domaine de prédilection étant l'investigation critique de la littérature, de l'hymnologie et des rituels juifs. 
Les investigations historiques de Zunz et ses écrits, ainsi que ceux de ses contemporains, ont eu une influence importante sur le judaïsme de l'époque et jusqu'à de nos jours.   

## Éléments biographiques

### Sa famille
Leopold (Lippman) Zunz est né à Detmold en Principauté de Lippe en 1794. Les origines de sa famille peuvent être retracées sur plus de trois siècles, et de nombreux membres de sa famille sont connus pour avoir été des personnages importants de la communauté juive de Francfort-sur-le-Main. Le nom de Zunz provient de Zons, une ancienne ville de la vallée du Rhin, devenu un quartier de Dormagen. 
Son père, Mendl Emanuel (1761 - 3 juillet 1802), est un avrekh (étudiant talmudique), qui vit de façon précaire comme maître dans un bet hamidrash (école religieuse préparant à la yechiva) et en donnant des leçons particulières en hébreu et Talmud jusqu'à ce qu'une infection pulmonaire le force à abandonner presque totalement cette occupation. Il ouvre alors une petite épicerie. 
Sa mère, Hendel Behrens (1773 - 9 novembre 1809), est une personne de santé fragile qui meurt à l'âge de trente-six ans à Hambourg, où elle et son mari s'étaient installés l'année suivant la naissance de Lippmann. 
Bien que de constitution fragile pendant sa jeunesse, Lippmann a survécu non seulement à ses sœurs jumelles mortes en bas âge, mais à tous ses autres frères et sœurs.   
Ses premières années se sont passées dans un état de pauvreté matérielle et de mauvaises conditions physiques. Son premier maître est son père, qui dès 1799 commence à lui enseigner l'hébreu, Rachi et la Mishna. La mort soudaine de son père est un coup dur pour la famille déjà éprouvée. Lippmann est obligé d'accepter une scolarité gratuite à l'école Samson à Wolfenbüttel, où il entre juste un an après la mort de son père. À cette école, il attire l'attention de son instructeur par son aptitude remarquable pour les mathématiques, bien qu'il ne semblait initialement pas très attiré par cette discipline. La nomination de S. M. Ehrenberg comme directeur de l'école en 1807 marque une étape dans le développement mental et moral du jeune garçon. Dès 1805, Zunz essaye de rédiger un manuel élémentaire d'arithmétique, tandis qu'en 1806, il écrit une satire en hébreu dans laquelle il n'épargne ni ses maîtres ni ses camarades, et qui est brûlée pour expier la méchanceté de son auteur. Cependant, Ehrenberg prend soin que cet élève doué puisse poursuivre ses études et en juillet 1810, quinze mois après avoir été admis dans la classe supérieure du lycée de Wolfenbüttel (où il est le premier Juif à être admis), Ehrenberg lui confie la supervision temporaire de l'école Samson.
Sa mère est morte l'année précédente, et Zunz se retrouve sans famille proche. Sa scolarité gratuite arrivant à son terme, et afin de rester à Wolfenbüttel, il commence à donner des cours à l'école Samson, en contrepartie de l'hébergement et du couvert. Il s'intéresse particulièrement à l'algèbre et à l'optique, et perfectionne sa maîtrise de l'hébreu en traduisant de nombreux essais historiques à partir de l'allemand et d'autres langues.

### Premières armes
La Bibliotheca Hebræa  de Wolf et le Tsémah David de David Gans, que Zunz découvre durant l'été 1811, l'introduisent à la littérature juive et stimulent ses premières réflexions sur la "Science du judaïsme". La même année, il écrit un livre dont il espère qu'il sera pour la Palestine ce que l’’Anacharsis de Klotz a été pour la Grèce. Bien qu'ayant terminé ses études secondaires en 1811, il ne pourra entrer à l'université que quatre ans plus tard. Il reste en attendant à Wolfenbüttel jusqu'au 25 septembre 1815, date à laquelle il part pour Berlin. Il y arrive le 12 octobre, et accepte un poste de tutorat chez la famille Hertz.    
Il s'inscrit à l'Université de Berlin dont le recteur alors est Schleiermacher, et suit des cours de mathématique, de philosophie, d'histoire et de philologie. Parmi ses professeurs, on peut citer Böckh, Wolf, von Savigny, de Wette et Wilken, ces deux derniers spécialistes des études bibliques et des langues sémitiques. En août 1817, il écrit son premier sermon. En même temps, et ce qui sera beaucoup plus important pour sa formation spirituelle, il copie le manuscrit "Sefer ha-Ma'alot" de Chem-Tov ibn Falaquera et étudie par lui-même des manuscrits hébreux de Palestine et de Turquie que lui a prêtés David ben Aaron, un  Juif polonais.

### Fondation de la "Science juive"
En décembre 1817, il écrit un essai intitulé "Etwas über die Rabbinische Litteratur; Nebst Nachrichten über ein Altes bis Jetzt Ungedrucktes Hebräisches Werk" (Quelques points sur la littérature rabbinique; avec des informations sur un ouvrage ancien en hébreu, non encore imprimé de nos jours). Cet essai est publié en 1818. Ce petit livre marque une époque dans l'histoire du savoir juif moderne. C'est un plaidoyer pour la reconnaissance du judaïsme et de sa littérature dans la recherche et l'enseignement universitaire. Il expose l'ignorance profonde des livres écrits par des chercheurs non-juifs sur le judaïsme et les Juifs, montrant en même temps que le judaïsme a apporté une contribution précieuse à beaucoup de sciences, et donc a sa place dans leur histoire. Ce fascicule peut être considéré comme le premier à tracer les contours de la science juive.  
Peu de temps après avoir écrit ce livre, mais avant sa publication, le 28 mars 1818, Zunz démissionne de son poste de tuteur chez les Hertz et retourne chez lui. Pendant ce temps, il est exhorté à présenter sa candidature comme prêcheur à la synagogue de Hambourg et aurait obtenu le poste s'il n'avait pas retiré sa candidature, en apprenant que Büschenthal désirait aussi ce poste. En juin, il retourne à Berlin pour terminer ses études universitaires qu'il termine en 1819, mais ne reçoit son diplôme de docteur, de l'Université de Halle, que le 2 janvier 1821.

### "Verein für Cultur und Wissenschaft der Juden"
Tout en continuant ses études et en donnant des cours en allemand, latin et mathématique pour assurer sa subsistance, il fonde le 17 novembre 1819, avec Eduard Gans et Moses Moser, la "Verein für Cultur und Wissenschaft der Juden" (Association pour la culture et la science des Juifs), une association dont le but est d'amener par la culture et l'éducation, les Juifs à  avoir des relations harmonieuses avec la période et les nations parmi lesquelles ils vivent. Cette association dont Zunz est le chef spirituel attire dès ses tout débuts, de nombreux intellectuels juifs parmi les plus brillants d'Allemagne, tels que Heinrich Heine, Ludwig Markus, David Friedländer, Israel Jacobson, et Lazarus Bendavid.
En 1822 le "Zeitschrift für die Wissenschaft des Judenthums" (revue pour la science du judaïsme), édité par Zunz, apparaît sous les auspices de cette association. Selon le programme écrit par Emil Wohlwill, la nouvelle "science" comprend une étude du développement historique et de l'essence philosophique du judaïsme, tout en insistant que ces deux approches doivent être basées sur une compréhension critique de la littérature juive. La contribution de Zunz justifie ce programme. En plus de son article sur "Hispanische Ortsnamen" (Noms de lieux hispaniques), on doit mentionner sa biographie de Rachi qui est devenue un véritable classique. Celle-ci illustre la méthode qui doit être appliquée, et sert de brillant exemple de ce que doit être le résultat, quand tous les principes modernes de la recherche historique et littéraire sont employés à l'étude critique des données enfouies dans la littérature juive.   
Un autre essai publié dans le "Zeitschrift" est son "Grundlinien zu einer Künftigen Statistik der Juden" (Principes pour une future statistique des Juifs). Les idées énoncées resteront valables pendant plus dun siècle. Mais les espoirs soulevés par le Verein sont suivis par de la déception. Le Zeitschrift cesse de paraître après le premier volume. La "Jeune Palestine" comme Heine appelle les membres de l'association, manque d'enthousiasme religieux; Gans se convertit au christianisme et le Verein meurt. Mais la "science du judaïsme" ne suit pas ce chemin et continue d'exister grâce à Zunz.  
Comme le dira Heine, Zunz est "Un homme de parole et d'action, il a créé et stimulé et continué, tandis que les autres rêvaient et sombraient découragés" et l'historien juif  Gustav Karpeles trouvera cette phrase si représentative de Zunz qu'il la répétera en ajoutant "qu'il reste fidèle au grand caprice de son esprit, croyant en la puissance régénératrice de la "Wissenschaft", tandis que les plus faibles associés de ces jours enthousiastes, désertent et même cherchent de l'avancement par la voie du baptême".

### Mariage et carrière journalistique
Un autre désenchantement l'attend à cette même période. De mai 1820 au printemps 1822, il prêche dans la nouvelle synagogue appelée "Temple de Beer", recevant une petite rémunération de la part de la communauté de Berlin. Le 9 mai 1822, il épouse Adelheid Beermann, mais leur union restera sans enfant. Peu de temps après son mariage, sa position de prêcheur commence à le dégoûter, et le fait de prêcher devant des gens "arrogants" ou "apathiques" étant pour lui incompatible avec son honneur, il décide alors de démissionner le 13 septembre 1822. Ses principaux sermons seront publiés en avril 1823, bien qu'ils ne traitent pas spécifiquement de sujets juifs.
En 1822, Zunz devient membre du comité éditorial du "Haude und Spener'sche Zeitung", et donne en plus des leçons privées pendant l'après-midi. Il ne peut se libérer de cette tache fastidieuse que le 3 janvier 1826, quand il est nommé directeur de l'école élémentaire communale juive. Il reste à la tête de l'école pendant quatre ans, mais une nouvelle fois, il se rend compte qu'il n'est pas libre de mener à bien les changements qu'il estime nécessaires et renonce à son poste, se privant ainsi d'un revenu confortable. En reconnaissance de sa dévotion, il est cependant nommé au conseil de gestion du Talmud Torah de la communauté. Son travail au "Spenersche Zeitung", reste pour lui une corvée, la plus grande partie de son travail consistant à rédiger des rapports et effectuer des traductions de journaux étrangers

### Gottesdienstliche Vorträge
En 1831 une différence d'opinion politique avec la direction du journal l'oblige à démissionner. Cela entraîne de graves difficultés matérielles pour le ménage Zunc, mais cette décision a été providentielle pour la littérature juive. En 1825, il avait esquissé le plan d'un ouvrage en quatre parties sur la « Science du judaïsme ». Le 25 août 1828, il visite pour la première fois la bibliothèque Oppenheim, qui se trouvait à l'époque à Hambourg, et par l'intermédiaire de Heine, il commence même à correspondre avec d'éminents éditeurs concernant son œuvre en gestation. Le 15 octobre 1831, il commence sérieusement à rédiger et le 21 juillet 1832, le Gottesdienstliche Vorträge der Juden (Exposé sur le culte des Juifs) apparaît, qui deviendra l'œuvre juive non rabbinique la plus importante publiée en Allemagne au XIXe siècle. Dans la préface, qui peut être considérée comme aussi importante que le contenu du livre, les autorités allemandes sont accusées pour leur refus d'accorder aux Juifs, la justice qui leur est due par droit et pour leur réticence à leur accorder la liberté, au lieu de droits spéciaux et de privilèges. Les Juifs sont habilités à être des citoyens d'Allemagne. La science juive aussi ne doit plus être exclue du soutien gouvernemental, mais doit avoir des institutions prévues pour son développement. Dans les synagogues, la parole doit de nouveau résonner, car les sermons ont toujours été une institution du judaïsme.  
Le livre apporte la preuve, et son but est de suivre la croissance historique de l'institution synagogale. Sa préface est interdite par le gouvernement et supprimée de la plupart des copies déjà imprimées de la première édition. L'ouvrage lui-même est un exposé magistral de la croissance graduelle et de l'évolution de la littérature homilétique (rhétorique des sermons), à partir du Midrash, de la Haggada et des livres de prières. C'est le premier livre à attribuer des dates et à démontrer l'interdépendance relative des différents documents. En plus de montrer que le sermon est foncièrement juif, le livre démontre que le judaïsme possède une science qui peut à bon droit réclamer l'égalité avec les études admises dans les universités. Le livre prouve aussi que le judaïsme est une force croissante, et non pas une loi cristallisée. Scientifique d'un bout à l'autre, le livre aura une influence majeure dans la mise en forme des principes du judaïsme réformé, et plus précisément sur les livres de prières.   
Le Gottesdienstliche Vorträge a fixé jusqu'à un certain point, pour les décennies à venir, la méthode que devra suivre l'exploration littéraire de la littérature juive, même si le critère purement formel de la mention d'un document littéraire est considéré trop fortement décisif en lui attribuant une date et un lieu. Avec ce livre, Zunz est considéré immédiatement comme un des meilleurs experts reconnus grâce à sa perspicacité et à son discernement, à sa puissance d'intégration, sa profonde érudition, sa réserve classique et sa dignité de présentation. Le Gottesdienstliche Vorträge ne sera pas réédité du vivant de l'auteur, mais après sa mort. 

### A Prague
Bien que la réputation de Zunz se soit répandue à l'étranger à la suite de la publication du Gottesdienstliche Vorträge, Zunz n'en retire aucun bénéfice matériel. En septembre 1832, il se rend à Hambourg où il rencontre H. I. Michael, un propriétaire de manuscrits rares. Quand il retourne à Berlin, il doit faire face à des difficultés matérielles. Il ne reçoit pas de rémunération en tant que directeur de la fondation Veitel-Heine Ephraim, comme l'espéraient certains de ses amis. Il est obligé de donner des cours particuliers en hébreu, Talmud et mathématique, mais sans grands succès. Ses amis lui propose alors le poste de rabbin de Darmstadt qui vient d'être vacant, Aaron Chorin lui ayant conféré le hattarat hora'ah; le 9 octobre 1833, malgré les recommandations de Gabriel Riesser le désignant comme le premier des érudits en littérature juive, il n'est pas élu. Bien que d'autres sollicitations lui soient faites de se porter candidat à Cassel (Hesse) et dans d'autres villes d'Allemagne, et même des États-Unis (New York), il refuse de se présenter par peur d'un autre échec. Il continue de rencontrer ses amis le chabbat chez les Gumpertz, et en 1835, il donne une série de conférences sur les Psaumes, auxquelles assistent Gans, Bellerman (ce dernier âgé de quatre-vingt ans), Sachs, Zedner, Moser et Gumpertz. 
La même année il est nommé prêcheur de la « Société pour l'amélioration du culte » à Prague, un poste qui enfin doit le délivrer des contingences matérielles. Quand il arrive à Prague le 16 septembre 1835, il ne met pas longtemps à se rendre compte que personne ne le comprend. Comme il le dit, il se trouve perdu "en Chine". Les livres, les périodiques, ses amis et la liberté lui manquent. Il regrette Berlin et sa "Wissenschaft". Moins de deux mois après son arrivée, il décide de quitter cette ville "d'irresponsabilité pétrifiée". Les gens le méjugent et prennent sa fermeté pour de l'entêtement, et ses principes pour des excentricités. Son mécontentement n'aide pas à améliorer la situation et le 1er janvier 1836, il donne sa démission et est de retour à Berlin le 8 juillet.  
Peu de temps après son retour, il trouve une autre opportunité d'utiliser son érudition au service de ses coreligionnaires. Un édit royal interdit dorénavant aux Juifs de porter des noms chrétiens. Dans cette situation difficile, la communauté pense immédiatement à Zunz et le 5 août, il est chargé d'écrire un traité scientifique sur les noms des Juifs, basé sur des investigations nouvelles. Le 7 décembre 1836, son Die Namen der Juden (Les noms des Juifs) est publié. Il démontre que les noms qui ont été classés comme non-juifs, étaient un héritage ancien du judaïsme, et ce fait, reposant sur des évidences indiscutables, présenté de façon érudite, fait une profonde impression.

### Directeur du «Lehrerseminar»
Zunz reçoit pour son ouvrage des témoignages d'admiration et de gratitude de toute part. Le grand savant et explorateur, Alexander von Humboldt  est de ceux qui félicitent Zunz. En juillet 1837, la communauté l'informe de son intention de fonder un « Lehrerseminar » (école normale d'instituteurs) et de lui en confier la direction. L'école ouvre le 18 novembre 1840, après de longues négociations avec Zunz, qui devient le premier directeur. Pendant cette longue période de fondation de l'école, Zunz constitue une équipe d'érudits pour la traduction de la Bible, qui depuis porte son nom. Zunz lui-même en est l'éditeur en chef et effectue la traduction des Livres des Chroniques.     
Avec cette nouvelle position solide, Zunz se trouve enfin libéré des soucis financiers. Dès lors, il a le loisir de concentrer son énergie sur ses recherches. Il écrit pour de nombreux périodiques et apporte des contributions aux travaux de ses collègues. Parmi ceux-ci, l'étude remarquable sur la littérature géographique des Juifs, des temps les plus anciens jusqu'à l'année 1841, qui paraît en traduction anglaise dans l'édition des voyages de Benjamin de Tudèle publiée par Adolf Asher. Il donne aussi son opinion en tant qu'expert, sur les problèmes survenant de l'agitation de la réforme, tel que: "Gutachten über die Beschneidung" (Rapport sur la circoncision) publié à Francfort-sur-le-Main en 1844. 

### Son attitude concernant la réforme
Bien que son Gottesdienstliche Vorträge soit le document de base permettant à la réforme de se défendre avec calme et fermeté contre les attaques de ses opposants, Zunz ne montre que peu de sympathie avec le mouvement réformé, car il suspecte ses dirigeants d'ambition ecclésiastique, et craint que le résultat de la croisade réformée conduira à une autocratie rabbinique. Il considère que la plus grande partie de la vie professionnelle des rabbins est une « perte de temps », et dans une lettre vers la fin de sa vie, il traite même les rabbins de devins et de charlatans. Les flèches de ses protestations contre la réforme sont surtout dirigées contre Samuel Holdheim et sa position en tant que rabbin autonome, comme on peut le constater dans la réponse d'Abraham Geiger aux critiques sévères de Zunz. Les attaques violentes contre le Talmud, portées par certains des principaux esprits de la réforme sont  ignobles pour le sens historique de Zunz, tandis que lui-même est par tempérament enclin à attribuer une puissance déterminante aux sentiments, ceci expliquant son attirance vers le cérémonial. Sa position n'est aucunement orthodoxe dans le sens usuel du terme, car entre autres, en ce qui concerne les pratiques rituelles, qu'il dénomme "symboles", il leur refuse la valeur d'ordonnances divines que les croyants observent sans se poser de questions sur leurs significations. Sa position se rapproche de celles des symbolistes parmi les réformateurs, qui insistent que les symboles ont leur fonction, à condition que celle-ci soit spontanément compréhensible. Il met particulièrement l'accent sur le besoin de régénération morale des Juifs 

### "Zur Geschichte und Literatur"
Depuis 1842, Zunz donne de nombreuses conférences pour populariser ses idées sur  le vaste champ de la littérature juive.
Zunz ne peut pas aussi  rester inactif dans le débat houleux concernant la refonte des offices à la synagogue, mais dans cette période d'agitation, il choisit son nouveau domaine d'intervention. En 1845, il publie à Berlin un autre livre, "Zur Geschichte und Literatur" (De l'histoire et de la littérature) qui comprend des études dans tous les domaines de la littérature et de la vie juive. Le chapitre d'introduction est une présentation philosophique de l'essence de la littérature juive et de son droit à l'existence, sa connexion avec les cultures des peuples parmi lesquels les Juifs ont vécu, et son influence sur les civilisations où elle s'est développée. Zunz proteste avec force contre le manque d'intérêt à l'égard de cette littérature, et expose de façon acerbe les motifs sous-jacents: indolence, arrogance et préjugés. Une étude rapide sur le traitement accordé aux livres en hébreu, lui sert de prélude à son impitoyable fustigation de la fatuité des érudits chrétiens du XIXe siècle, et à sa protestation contre l'outrage perpétré en excluant les études juives des universités. Son livre, par lui-même est une preuve que la science juive a droit de cité dans la république académique des lettres. Apparemment déconnectés, les différents sujets traités dans ce livre trouvent leur unité dans la façon méthodique de les appréhender, montrant clairement qu'indépendamment de leur thème propre, ils présentent une unité de vision. La bibliographie, l'éthique et la culture font partie des thèmes abordés dans ce livre. En raison de la diversité des sujets étudiés, Zunz a été souvent dénommé le Böckh juif. Sous sa plume, tous les faits isolés apparaissent comme symptomatiques de la vie d'un organisme animé. Examiné de façon superficielle, le livre semble un catalogue de noms, dates et détails incohérents, mais examiné comme un tout, le livre révèle une unité regroupant tous les différents fragments d'informations anciens ou nouveaux. 
En 1848, il a l'opportunité d'utiliser ses talents dans l'arène politique. Son discours solennel en l'honneur des victimes de la Révolution de Mars à Berlin attire l'attention sur lui et il est désigné électeur de la 110e circonscription comme député de l'assemblée législative de Prusse et comme représentant à la diète allemande. Remarqué pour son éloquence et sa sagesse, il est nommé vice-président le 9 août 1849 et président le 4 octobre de la Berlin Volksverein (Association du Peuple de Berlin). Le 6 novembre, il fait un discours contre la condamnation du politicien Robert Blum, qui sera exécuté 3 jours plus tard à Vienne. 
En même temps, il s'efforce de réorganiser la communauté juive sur une base libérale. Il est aussi très occupé par ses nombreuses conférences et interviews privés avec des hommes influents, dans son effort de favoriser l'émancipation des Juifs; en 1847, de hauts magistrats de la cour et de l'état entrent en contact avec lui afin de connaître son opinion sur une nouvelle loi réglementant le statut des Juifs prussiens.

### La poésie synagogale
La direction de l'école normale d'instituteurs lui prenant trop de temps, il décide de démissionner de son poste le 25 février 1850.  Une petite pension lui est allouée par la communauté juive, ce qui lui assure la liberté qu'il recherchait pour poursuivre son travail de recherche. Il décide alors de se concentrer sur les prières et les livres de prières du judaïsme, mais les documents d'études sont dispersés dans des manuscrits inaccessibles et dans des bibliothèques lointaines. En septembre 1846, Zunz est déjà allé au British Museum, et sa visite l'a fortifié dans son plan d'écrire une histoire de l'hymnologie juive et de la poésie synagogale, incorporées dans les diverses liturgies de la synagogue. Très rapidement, il se rend compte que ce travail va remplir plusieurs volumes. Il décide donc d'écrire tout d'abord l'histoire de la poésie, puis plus tard, celle des poètes.  La Poésie synagogale du Moyen Âge est publiée le 2 mars 1855, et reprend les différents types de poésies incorporés dans les offices juifs, leurs formes externes, leurs motifs internes et les circonstances, les espoirs expériences et souffrances qu'elles évoquent. Une autre préoccupation de Zunz est de suivre le développement de la langue hébraïque dans ces poésies, comme il le précise dans son chapitre liminaire. Lui qui manie à la perfection la langue allemande, il essaye de faire renaître le livre des cantiques et sa traduction en allemand n'est là que pour illustrer et vivifier l'histoire. Ce chapitre liminaire est devenu un classique ; La romancière britannique George Eliot a jugé ses phrases si intéressantes, qu'elle les a incorporées dans son roman Daniel Deronda.  
Dans le but d'abréger les offices publics dans les synagogues, de nombreux partisans de la réforme du rituel demandaient la suppression de la récitation ou du chant des piyyoutim en public. Le travail de Zunz a prouvé que ces hymnes étaient la lente accrétion des siècles et ne pouvaient être égalés en valeur. D'autre part, son livre montre la richesse des sentiments et de la ferveur de la foi cachée dans ces accès de lamentations, de pénitence et d'espérance. Il démontre que ce "coffre à trésors" de la synagogue médiévale contient des « bijoux inestimables ».

### Voyages scientifiques
Zunz réalise que pour compléter son histoire des poètes et de la liturgie, il a besoin de consulter personnellement les manuscrits. Le 26 avril 1855, il part pour l'Angleterre et passe douze jours au British Museum, vingt jours à la Bodleian Library à Oxford, puis il se rend à Paris où il reste trois jours. Pendant ce voyage, il aura consulté 280 manuscrits et 100 livres rares. 
De retour en Allemagne, il rend visite à Heinrich Heine du 26 au 28 juin, avant de rentrer chez lui le 4 juillet 1855. L'année suivante, du 18 au 27 juillet 1856, il consulte plus de quatre-vingt manuscrits à la Bibliothèque de Hambourg, et à son retour, il recommence ses conférences sur la littérature juive. En 1856, il écrit aussi son "Ueber die Eidesleistungen der Juden" (Sur les prestations de serment des Juifs), une défense des Juifs contre l'accusation de parjure et une protestation contre le serment more judaïco. Ce livre ne paraîtra qu'en 1859, la même année que son autre livre "Die Ritus des Synagogalen Gottesdienstes Geschichtlich Entwickelt" (Le rite de l'office synagogal expliqué de façon historique). Ce volume, avec une concision de présentation et une richesse de contenu, apporte de l'ordre dans le chaos, en regroupant les différents éléments de la liturgie en fonction des différents pays, montrant la croissance d'une littérature liturgique qui s'est développée sur deux millénaires, des tout débuts jusqu'aux compilations finales de cycles fixes (Maḥzorim) et de rites.  
Tout en effectuant des recherches préparatoires pour ses œuvres monumentales, Zunz continue d'exercer une activité publique en étant nommé le 25 avril 1882, président de l'assemblée électorale de son district. Cependant, sa principale occupation est la poursuite de ses recherches. Pour cela, il se rend en Italie à Parme, le 20 mai 1863 où il examine près de 120 manuscrits anciens dans la bibliothèque de l'hébraïste chrétien Giovanni Bernardo De Rossi (1742-1831), mais la bibliothèque du Vatican à Rome lui est interdite en tant que Juif. À la suite de ce voyage en Italie, il publie "Hebräische Handschriften in Italien, ein Mahnruf des Rechts" (Les manuscrits hébraïques en italien, une exhortation du droit).  
Pour son soixante-dixième anniversaire, le 10 août 1864, ses amis, conduits par Salomon Neumann créent la  "Zunzstiftung" (fondation Zunz). Pour les remercier, Zunz leur offre le couronnement de son travail auquel il a consacré une grande partie de sa vie, son livre sur la "Literaturgeschichte der Synagogalen Poesie" (Histoire littéraire de la poésie synagogale), dont la préface est datée du 26 septembre 1865. Ce livre magistral est de la plus grande importance, non seulement pour l'histoire de la poésie juive, mais aussi parce qu'il permet de révéler la vie intellectuelle des Juifs en Italie, en Espagne et en Allemagne. En 1867, un supplément apparaît, ajoutant aux 1500 poètes et à leurs nombreuses productions déjà répertoriées, 80 nouveaux auteurs et 500 nouveaux poèmes.
En 1870, Zunz en tant qu'électeur participe activement à la destinée de l'Allemagne. En 1872, il intervient dans sa "Deutsche Briefe" (Lettres allemandes) pour la défense de la langue allemande menacée par le "journalisme" et le "vulgarisme" ambiants. La même année, il écrit son "Monatstage des Kalenderjahres" (Jours mensuels de l'année civile), dans lequel il décrit la vie et l'œuvre des personnages illustres et des martyrs d'Israël.  

### Ses rapports avec la critique radicale
L'analyse de la Bible est un nouveau domaine qui attire maintenant son attention. Dans ses études sur le Deutéronome, Ézéchiel, Lévitique et Esther, il arrive à des conclusions diamétralement opposées à celles que déduisent les traditionalistes et même les conservateurs, prouvant le caractère insoutenable du dogme de la paternité mosaïque du Pentateuque. Tous ces essais sont réunis dans son "Gesammelte Schriften" (Écrits rassemblés), auxquels sont rajoutés d'autres essais sur l'Exode, les Nombres et la Genèse, preuve que Zunz ne mésestimait pas ses propres recherches en dépit du tollé qu'elles produisirent. 
Dans ses lettres adressées à David Kaufmann, il exprime son indifférence à l'égard des "bavards et des hypocrites": « Ce n'est pas ma préoccupation de défendre la religion, mais de défendre les droits humains »;  « Les opinions sur les livres ne sont pas sujettes à l'autorité de la religion »;  « Pourquoi ne se renseignent-ils pas si c'est vrai ou faux? Malheureux hommes qui ne désirent pas être perturbés; »  « Mes premières études critiques remontent à 1811, bien avant la période d'Hengstenberg et des autres petits critiques. » 
Le 18 août 1874, sa femme Adelheid, que ses amis dénommaient la "Zunzin" décède. Zunz ne se remettra pas de ce coup du sort. Son activité littéraire va maintenant se limiter au contrôle de la publication de ses "Gesammelte Schriften".
Lors de son quatre-vingt-dixième anniversaire, il reçoit des messages de félicitation des quatre coins du monde, et bien que sensible à la publication d'un "Zunz Jubelschrift" (Recueil du jubilé de Zunz), il se rend compte de son isolement. David Kaufmann lui a succédé dans les études juives et  Steinschneider est le seul qui reste en contact avec Zunz.  
Bien que toutes les tendances du judaïsme se soient réclamées de Zunz, son épilogue critique de la Bible, justifie, d'après une lettre écrite à David Kaufmann, que si on doit le classifier, on doit le placer avec Abraham Geiger, avec qui il reconnaît avoir eu le plus d'affinité et dont il était un collaborateur régulier de sa revue "Zeitschrift".
Leopold Zunz décède à Berlin le 18 mars 1886. Jusqu'à la fin, il aura été en possession de toutes ses facultés intellectuelles.

## Principaux écrits

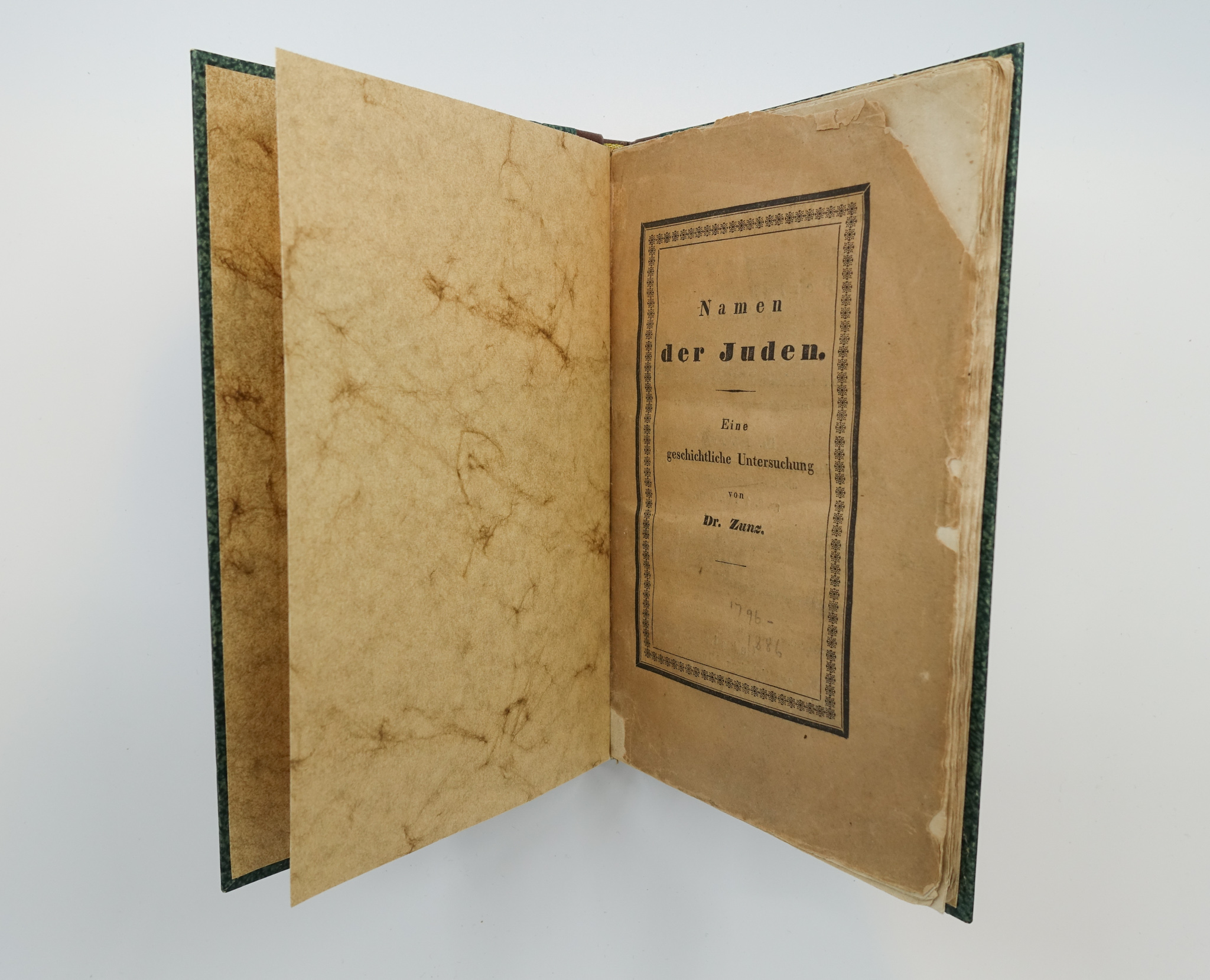
Namen der Juden, première édition 1837, dans la collection du musée juif de Suisse.

- Etwas über die Rabbinische Litteratur; Nebst Nachrichten über ein Altes bis Jetzt Ungedrucktes Hebräisches Werk (Quelques points sur la littérature rabbinique; avec des informations sur un ouvrage ancien en hébreu, non encore imprimé de nos jours).
- Hispanische Ortsnamen (Noms de lieux hispaniques)
- Grundlinien zu einer Künftigen Statistik der Juden (Principes pour une future statistique des Juifs)
- Gottesdienstliche Vorträge der Juden (Exposé sur le culte des Juifs)
- Die Namen der Juden (Les noms des Juifs)
- Gutachten über die Beschneidung (Rapport sur la circoncision)
- Zur Geschichte und Literatur (De l'histoire et de la littérature)
- Ueber die Eidesleistungen der Juden (Sur les prestations de serment des Juifs)
- Die Ritus des Synagogalen Gottesdienstes Geschichtlich Entwickelt (Le rite de l'office synagogal expliqué de façon historique)
- Hebräische Handschriften in Italien, ein Mahnruf des Rechts (Les manuscrits hébraïques en italien, une exhortation du droit)
- Literaturgeschichte der Synagogalen Poesie" (Histoire littéraire de la poésie synagogale)
- Monatstage des Kalenderjahres (Jours mensuels de l'année civile)
- Gesammelte Schriften (Écrits rassemblés)